# Emil Witte
Jakob Emil Witte (* 15. November 1905 in Mogendorf; † 24. Dezember 1975 in Montabaur) war ein deutscher Verwaltungsbeamter und Politiker (SPD).

## Leben
Witte besuchte 1912–1920 die Volksschule und machte eine Lehre bei der Kreiskommunalverwaltung Montabaur. Ab 1927 arbeitete er im mittleren, seit 1928 im gehobenen Verwaltungsdienst. Zwischen 1933 und 1935 lebte er im Saargebiet. Nach der Wiedereingliederung des Saarlandes in das Deutsche Reich war er 1935–1936 Verwaltungsangestellter beim Landratsamt Königsberg / Neumark, 1936–1945 bei der Gemeinde Bad Dürrenberg und 1946 beim Landratsamt Montabaur. 1961 wurde er Leiter des Rechnungs- und Gemeindeprüfungsamts und Kreisamtmann in Montabaur. Von 1954 bis 1963 leistete er nebenamtliche Unterrichtstätigkeit an der Kreisberufsschule Montabaur.

## Politik
1925 trat er der SPD bei und wurde Mitglied des SPD-Ortsvereins- und Kreisvorstands. In der Zeit des Nationalsozialismus war er 1933–1935 Mitglied der Deutschen Arbeitsfront, ab 1935 Mitglied des Reichsbunds der Deutschen Beamten (RDB), ab 1935 Mitglied der Nationalsozialistischen Volkswohlfahrt (NSV) und ab 1937 Mitglied der NSDAP. Der Spruch der Bereinigungskommissionen des Unterwesterwaldkreises vom 20. Januar 1947 lautete: Zurückstufung zum einfachen Angestellten und 20 % Gehaltskürzung für ein Jahr. Der dagegen gerichtete Einspruch wurde gegenstandslos, da das Säuberungsverfahren durch die Spruchkammer Montabaur aufgrund einer Amnestie am 21. April 1948 eingestellt wurde.
Nach dem Krieg wurde Witte erneut Mitglied der SPD und war ab 1948 Mitglied des Kommunalpolitischen Ausschusses der SPD Rheinland / Hessen-Nassau und ab 1961 Unterbezirksvorsitzender der SPD Montabaur. Seit 1948 war er Mitglied des Gemeinderats Mogendorf und ab 1956 Mitglied des Stadtrats Montabaur.
1963 wurde er in den fünften Landtag Rheinland-Pfalz gewählt, dem er eine Wahlperioden lang bis 1967 angehörte. Im Landtag war er Mitglied im Wirtschafts- und Verkehrsausschuss. 1964 war er Mitglied der 4. Bundesversammlung.
Daneben war er seit 1922 Gewerkschaftsmitglied. 1923–1933 und 1947 leistete er ehrenamtliche Tätigkeit in der Arbeiter-Turn- und Sportbewegung. 1950–1958 war er Mitglied des Bezirksbeamtenausschusses der Gewerkschaft Öffentliche Dienste, Transport und Verkehr, 1954 Vorsitzender des Kreisbeamtenausschusses, DGB-Kreisausschuss Westerwald und 1955–1961 Mitglied des Landesbeamtenausschusses im Deutschen Gewerkschaftsbund, Landesbezirk Rheinland-Pfalz.